# 卡索蜥属
卡索蜥（属名：Carsosaurus）是一个已灭绝的属，隶属爬行类沧龙超科，其下仅含一个物种，即马氏卡索蜥（Carsosaurus marchesetti）。现时仅发现一具于现在的斯洛文尼亚发现、生活在晚白垩世、保存完好的个体化石标本。该标本内含许多不同骨骼及一些皮肤印痕与胸部软骨。虽然一般认为这个属归于崖蜥科，但仍需更多遗骸进行确认。马氏卡索蜥生前应为一种大部分时间在陆上活动的两栖生物，惟其后来的近亲皆演化为完全水生的物种。

## 发现与命名
马氏卡索蜥是根据的里雅斯特自然历史博物馆所藏的单具近完整骨骼所描述，由安德里亚斯·科恩休伯于1893年在科门（今斯洛文尼亚）附近喀斯特高原上发现。科恩休伯将其与同一地区发现的托氏猎蜥相比较。鉴于二者存在大量明显差异，科恩休伯得出结论称两者完全不近缘：托氏猎蜥属于伸龙科，卡索蜥则更类似巨蜥。用他的话说，这是只“美丽而令人难忘的喀斯特蜥蜴”，故选Carsosaurus作为属名。种加词marchesetti致敬博物馆馆长卡洛·德·马切塞蒂（Carlo de Marchesetti）博士。

## 描述

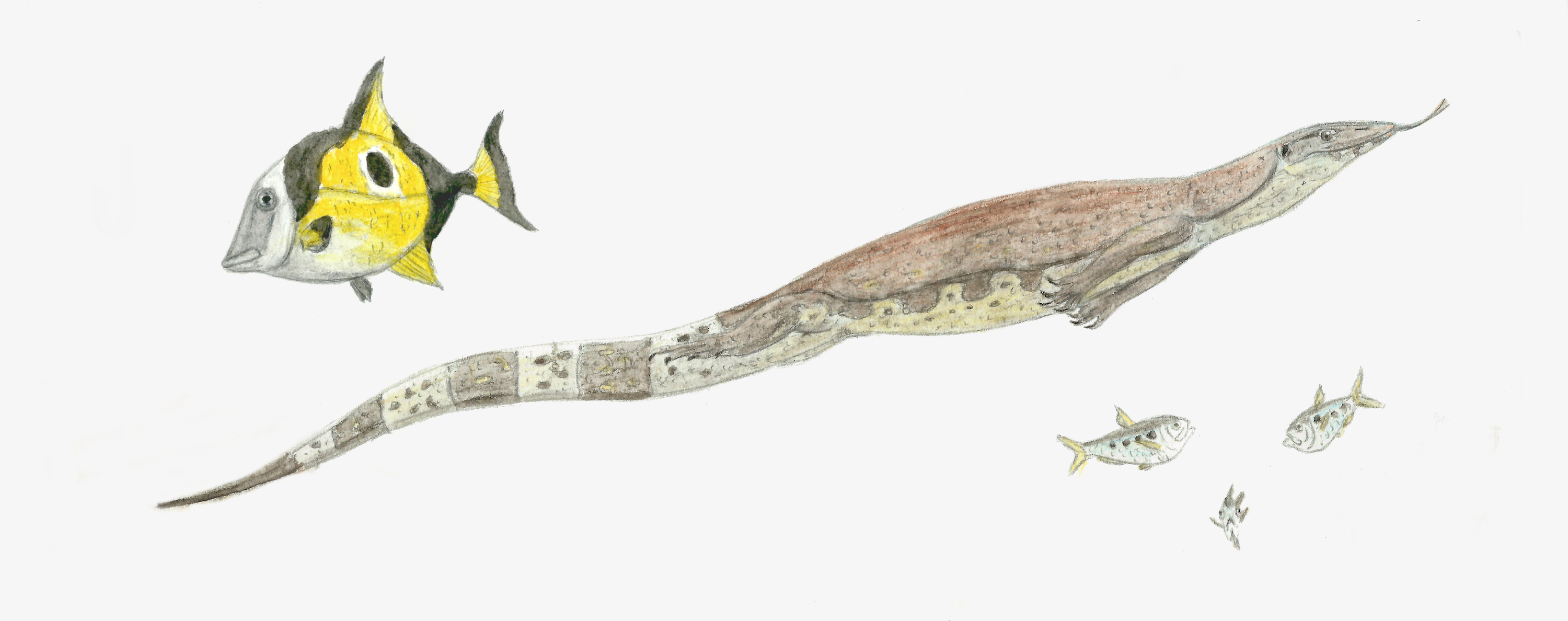
根据已知材料及近亲所作的复原图。其中将卡索蜥与同时期鱼类腔齿鱼及双棱鲱共同描绘

卡索蜥仅所知于单个标本，现保存于的里雅斯特自然历史博物馆。其缺乏颅骨、前段颈椎及大部分尾巴，但其余部分相当完整。保存部分全长97.5（3英尺2.4英寸）。科恩休伯假设基本缺失的尾部可能是身体——长67（2英尺2英寸）——的两倍长，即130至140（4英尺3英寸至4英尺7英寸）之间。骨骼躯干部分宽14.5（5.7英寸）。仅有3节颈椎（离头部最远的三节）保存下来，但生前可能有7至9节。类似地，化石仅保存有12节尾椎，但实际总数应超过100节。存在5对真肋，假设另有3至4对假肋。表皮印模亦保存完好，并显示出边缘增厚的菱形鳞片。还有一些矿化的胸部软骨，这些软骨大而成盾状。

## 分类
科恩休伯最初根据颅后特征将卡索蜥分类为崖蜥科成员。一个世纪后的1995的，一项包括在此期间发现的其它物种化石在内的定量分析支持了这一系统发育地位。因为缺乏颅骨，所以无法确认马氏卡索蜥是否属于崖蜥属。由于崖蜥命名较早，故卡索蜥可能成为一个疑名。

## 古生物学
科恩休伯认为卡索蜥是两栖生物，但主要过陆生生活。其长尾可能充当应急方向舵，也可能是防御、抓取、攀爬和推进的工具。其化石包含许多科恩休伯解释为小鱼、蜥蜴可能还有两栖类的遗骸，表明卡索蜥是种生吞猎物的捕食者。然尔，卡德韦尔和迈克尔·李于2001年提出这些并非胃内容物，而是胚胎残骸。其位置表明它们出生时尾巴最先露出，以减少溺水的机会，因为这样它们的鼻孔才能最后露出。由于其中一具残骸位于骨盆内，因此该标本可能是在分娩时死亡。卡索蜥及其它早期两栖崖蜥科的这种分娩能力，可减少它们对陆地的依赖，使之能够进化成完全水栖的巨型沧龙类，后者存在时间从9800万年前一直延续至6550万年前的白垩纪末。

## 古生态学
卡索蜥唯一已知标本化石时期处在晚白垩世森诺曼阶与土仑阶之间。森诺曼阶期间，科门地区的大部分均被水覆盖，具有热带或亚热带气候。水域上层发现了大量鱼类化石，可能富含氧气；底层底栖无脊椎动物化石稀少，疑似缺氧。鉴于此处许多物种均有半陆生习性如崖蜥科，暴露在外的陆地不会离得很远。晚白垩世期间栖息或可能栖息于科门地区的其它分类单元包括科曼龙（崖蜥科的另一个属）、灯笼鱼科（鱼类的一科，其现存成员可在全世界的深水中发现）、硬壳软体动物、甲壳动物、松柏门及菊石。